# 100の資格を持つ女〜ふたりのバツイチ殺人捜査〜
『100の資格を持つ女〜ふたりのバツイチ殺人捜査〜』（ひゃくのしかくをもつおんな ふたりのバツイチさつじんそうさ）は、2008年から2017年までの9年間、テレビ朝日系で放送された刑事ドラマシリーズ。全12回。制作はABCとThe icon。主演は渡辺えり。
放送枠は「土曜ワイド劇場」（第1作 - 第10作）、「土曜プライム・土曜ワイド劇場」（第11作 - 第12作）。

## 登場人物

### 警視庁渋谷中央警察署
西郷美千花
演 - 渡辺えり
警視庁事務職員で、渋谷中央署総務課事務より刑事課事務に転任。昭和37年8月21日生まれ。旅芸人一座の家に生まれるも、安定を求め現職に。
世田谷区玉川の警視庁第三官舎に二人の子供と一緒に住んでおりバツイチ。別れた夫は会社の金を横領して浮気相手に貢いで前科一犯となり、そのせいで辞職の危機もあったが、周囲の同情もあってそのままとどまっている。そのためリストラの危機を常に持っており、資格を多数所持していて、現在も新たに様々な資格を取り続けている。そこから同僚の小山田に多数の資格を保有しているのを利用され、潜入捜査をさせられるのが毎回のパターン。一般人である事と精神的な脆さから、死体を見たり犯人に武器を突き付けられると悲鳴を上げたり気絶したりし、これが潜入捜査を嫌がる一因でもある。しかし、自身がシングルマザーという立場からか、同じ境遇にある人物や子供が絡んでいる事件には同情を寄せ、渋々ながらも協力する姿勢を見せている。また、かなり食い意地が張っている所もあり、小山田への報告の際は必ず何かを食しており、事件解決後は帰る前に土地の名物品をまだ食べてない。という会話で終わることもある。
小山田との間柄は恋愛というよりは同僚かつ親友に近い関係だが、第11作で小山田が入院中に元妻と連絡を取っていたり、見舞いの花をもらっている所 を見てむくれるシーンが見られ、その次の第12作では完全に小山田との再婚に乗り気でいる様子である。
小山田雄策
演 - 草刈正雄
刑事課強行犯係の刑事。階級は第1作では警部補だが、第2作では 警部に昇進している。口うるさいタイプ。
自分達が担当する事件の捜査が難航する度に、美千花に事件との関係が深い企業や店舗への潜入捜査を依頼し、潜入活動中は捜査の傍らで美千花のサポート役を担う。持っている資格は普通車運転免許だけの為、数え切れない程の資格を持ち、それを行使して事件をも解決してしまう美千花の多才さに対して劣等感や嫉妬心を抱いたり、軽口や憎まれ口を叩き合う事も多いが、実際は性別を超えて親しい友人同士であり、お互いに人となりを誰よりも認め合っている。美千花と同じ警視庁第三官舎に住んでおり部屋も隣同士。そのため西郷家でたびたび食事の相伴にあずかっている。また、美千花が潜入捜査で留守にする時は子供達の世話を引き受けている。
16年前の不審死を事故死扱いした当時の課長を殴り、3年間地域課へ左遷された事 がきっかけで6年前に離婚し、一人娘のめぐみは現在高校生である。その後二人とは疎外同然だったが、美千花の仲介もあって多少なりとも和解した。
関根恒夫
演 - 山崎樹範（第1作 - 第6作・第8作 - ）
刑事課強行犯係の刑事。第3作までは美千花の潜入捜査を知らなかったが、第4作からは知っており潜入するために一役かっている。第7作は出張で出演なし。最近では栗林、小山田と共に、美千花の潜入捜査を後押ししたり、潜入中のサポート役も務める。
野口
演 - 川口龍（第11作 - ）
刑事課強行犯係の刑事。
栗林中道
演 - 笹野高史
刑事課長。小山田を刑事課に復帰させた人物。初期は美千花の潜入捜査を彼に内緒で行っていたため何も知らなかったのだが、最近は小山田、関根と共に率先して捜査に当たらせている。

### 元渋谷中央署のメンバー
藤田明夫
演 - 剛たつひと（第1作 - 第4作）
総務課長。美千花の元上司。警視庁浪花節愛好会会長を務める。
千葉直樹
演 - 吉田侑生（旧・吉田裕貴）（第2作 - 第6作）
刑事課強行犯係の刑事。
水野奈津美
演 - 本多加奈（第5作）
総務課。エンディングで妊娠が分かり、寿退社する。
坂田順一
演 - 六角慎司（第7作）
刑事課強行犯係の刑事。新人。
工藤威
演 - 醍醐直弘（第7作・第8作）
刑事課強行犯係の刑事。新人。
村上雄太
演 - 宮島朋宏（第9作・第10作）
刑事課強行犯係の刑事。
徳永昌子
演 - 佐藤しのぶ（第11作）
小山田雄策の同期である生活安全課の刑事（階級は警部補）。本編より2年前に振り込め詐欺の捜査をしており、地道な捜査の末に振り込め詐欺グループの仲間とその首謀者の正体を掴んだものの、最後は捜査の手が及ぶ事を恐れた首謀者によって殺害される。

### 劇団はなふさ
西郷美千也
演 - 植本潤
大衆演劇の劇団「はなふさ」の座長兼看板役者で、美千花の弟。芸名は「花房美千也」。舞台で鍛えたプロの演技で姉の潜入捜査をアシストする。
銀之介
演 - 小林大介
はなぶさ座員。

### 警察関係者の家族
西郷美子
演 - 岡田雪（第1作 - 第11作）、高井泉帆（第12作 - ）
美千花の娘。第1作では中学生だったが徐々に成長し、第12作の時点では大学生。姉弟揃って小山田の事は家族同然に慕っている。母親と同じく趣味で様々な資格を取得しているが、そのせいで肝心の学業がおろそかになってしまっているのが美千花の目下の悩み。作中で誠が「姉ちゃんのマズイご飯でも我慢する」と言っているあたり料理は苦手の様子。
西郷誠
演 - 仲條友彪（第1作 - 第3作）、林遼威（第4作 - ）
美千花の息子。第1作では小学生だったが徐々に成長し、第12作の時点では高校生。姉弟揃って小山田の事は家族同然に慕っている。母親と同じく趣味で様々な資格を取得しているが、そのせいで肝心の学業がおろそかになってしまっているのが美千花の目下の悩み。また、中学生になってからは反抗期気味になりだしたのか、人当たりがきつくなった事を嘆いている場面もある。
根本幸子
演 - かとうかず子（第4作・第11作〈回想〉）
小山田雄策の元妻。総合結婚式場「万寿閣」チーフ。
第11作で小山田が軽傷を負い入院した際、見舞いの電話を入れていた（途中、回想での出演）が、その直後友人と海外旅行に行っていた事を小山田が明かしている。
根本めぐみ
演 - 石橋菜津美（第4作）
小山田雄策と幸子の娘。美千花とは趣味のビーズアクセサリーを通して仲良くなる。当初は自分と母親を捨てた小山田を嫌っていたが、美千花から自分達のために頑張っていることを告げられ、和解する。
第11作で小山田が軽傷を負い入院した際、見舞いにきてプリザーブドフラワーを送った（出演はしてない）。

### ゲスト
第1作「特命潜入！美人シングルマザーの転落死の謎を暴け！残された娘への鎮魂歌！」（2008年）
- 水島みゆき（フラワーレコード 秘書室長） - 伊藤かずえ（幼少期：松井りさ）
- 三浦佳彦（フラワーレコード 専務） - 春田純一
- 山崎晴世（タクシードライバー・シングルマザー） - 宮田早苗（幼少期：巨勢晴香）
- 小暮輔（フラワーレコード 社長） - 平澤智
- 黒沢（刑事） - 有山尚宏
- 長沢忠通（長沢規子の父） - 島田順司
- 袴田重喜（与党 前幹事長） - 阿部六郎
- フラワーレコード 秘書 - 小野香織
- 神崎（警備員） - デビット伊東
- 松田（タクシー会社所長） - 蛭子能収
- 藤井美弥子（星の子学園 園長） - 大森暁美
- サヤカ（星の子学園 職員） - 須部浩美
- 板垣豪（フラワーレコード 社長秘書） - 川上直己
- 猿渡広（山善不動産 営業社員） - 中村建彦
- 正木唯士（無職） - 中宅間敏彰
- アナウンサー - 長谷川ほまれ
- 山崎萌（晴世の娘） - 藤原有果子

第2作「ワインの里に蘇る悲劇のヒロイン！不倫妻に潜む完全犯罪の謎を暴け!!」（2009年）
- 島崎弥生（北川ワイナリー 醸造長） - 有森也実
- 北川憲雄（北川ワイナリー 社長・16年前に小山田雄策が捜査した事件関係者） - 田中実
- 桑田幸造（元高校の校長・16年前転落死） - 浅見小四郎
- 松下秀幸（フリーライター・16年前に小山田雄策が捜査した事件関係者） - 下総源太朗
- 島崎みはる（弥生の母・元「スナックみはる」ママ） - 一柳みる
- 藤田（勝沼北中学校 教師・美帆の担任） - 吉満涼太
- 金丸（勝沼南警察署 刑事） - 春海四方
- ゆかり（北川ワイナリー 従業員） - 安藤玉恵
- 北川比呂美（北川の妻） - 秋本奈緒美
- スナックのマネージャー - 桑野信義
- 北川ワイナリーの販売コーナーの客 - 斎藤清六
- 佐竹孝志（真紀の夫） - 貴山侑哉
- ナオミ（松下の恋人） - ともさと衣
- 清水（勝沼南警察署 刑事） - 嶋田豪
- 「甲州タクシー」社員 - 藤田清二
- 北川美帆（北川と比呂美の娘・勝沼北中学校 生徒） - 小川千菜美
- 佐竹真紀（宝石店従業員） - 高倉亜樹

第3作「風薫る水郷・老舗の醤油蔵に呪いの連続殺人!! 美人妻を追い詰める不倫夫と鬼姑の愛憎…完全すぎるアリバイの謎！」（2010年）
- 高野百合子（高野の妻・栗林中道の同期〈北川刑事〉の一人娘） - 風花舞
- 高野俊哉（参高醤油 社長） - 松澤一之
- 遠藤秀二（しのぶの夫・参高醤油 専務） - 綱島郷太郎
- 遠藤しのぶ（高野の妹） - 小西美帆
- 笠置（千葉県警捜査一課 警部） - 山本龍二
- 山梨県大月南警察署 刑事 - 山口眞司
- ようこ（参高醤油 従業員） - 明星真由美
- 千葉県警捜査一課 刑事 - 渡邉紘平
- 高野栄子（高野の母） - 山本陽子
- 早川吾郎（参高醤油 製造部長） - 河西健司
- 平野達夫 - 沼田爆
- 谷口（スポーツクラブのインストラクター） - 小島よしお
- スナックのママ - 一谷真由美
- ホステス - 大草理乙子
- 岩井（山梨県大月南警察署 刑事） - 小林ともゆき
- スポーツクラブのインストラクター - 川崎侑芽子
- 尾形（妻は他界し子供もいない） - 近藤茂夫
- 尾形順一（尾形の甥） - 市原朋彦
- 料理学校講師 - 城戸美夜
- 平野翔太（達夫の孫・高野と愛人の息子） - 石田竜輝

第4作「特命潜入！ウエディングプランナー連続殺人事件!! 情念の花嫁衣裳と偽装殺人の謎…容疑者はバツイチ刑事の妻と娘!?」（2010年）
- 星野千恵（総合結婚式場「万寿閣」社員） - 田中美奈子
- 武原誠二（神奈川県警横浜みなと警察署 主任刑事） - 遠山俊也
- 佐竹敏之（佐竹写真スタジオ 店主・カメラマン） - 乃木涼介
- 中川（神奈川県警横浜みなと警察署 刑事） - 増田修一朗
- 星野聡（千恵の息子） - ささの友間
- 三上耕次郎（未緒の父） - 不破万作
- 杉村守男（花屋「ベイサイドフラワー」従業員） - 大鷹明良
- 和田真智子（杉村の元妻・「スナック まち子」ママ） - 峯村リエ
- 工事現場の作業員 - 斎藤清六
- 久保田和雄（「万寿閣」支配人） - 越村公一
- 田中綾子（「万寿閣」社員） - ひがし由貴
- 三上未緒（古川の婚約者） - 麻尋えりか
- 古川功 - 内倉憲二
- 古川拓海（古川と前妻の息子） - 佐藤瑠生亮
- 江原充彦（不動産会社社長） - 竹本純平
- 太田孝雄（江原の大学時代の親友・京洋土木建設 社員） - 世古陽丸
- 花屋「ベイサイドフラワー」従業員 - 菊池隆志
- 工事現場の作業員 - 嶋田翔平

第5作「江の島・老舗旅館の壮絶家督争い！美人仲居の悲しき過去と連続殺人に秘められた驚愕の真実とは？」（2011年）
- 大原忠雄（老舗料亭「おおはら」主人・友紀と再婚予定） - 小野武彦
- 三沢友紀（「おおはら」仲居） - 原沙知絵
- 矢島千晶（忠雄の娘・矢島の妻） - 宮本裕子
- 大原史也（忠雄の息子・「サーフショップ ドラゴン」店長） - 和田聰宏
- 矢島博正（矢島不動産 社長） - 木下ほうか
- 大原早苗（「おおはら」仲居頭・忠雄の従姉妹） - 石井めぐみ
- 山口（神奈川県藤沢南警察署 部長刑事） - 竜川剛
- 塚田哲夫（「おおはら」板長） - 石田登星
- 久保則夫（農園の主人） - 斎藤清六
- 時枝（「おおはら」仲居） - 阪上和子
- 愛子（「おおはら」仲居） - 伊藤麻実子
- 坂本（神奈川県藤沢南警察署 刑事） - 大和田悠太
- 古谷（辻村の教え子・会社員） - 山内秀一
- 辻村憲作（関東工科大学 教授） - 山野史人
- 西山純子（弘樹の母） - 藤本静
- 記者 - 草苅勲
- 西山弘樹（元園児・12年前死亡） - 安藤健悟
- 12年前の園児 - 曽我美月
- 試験管 - 田中登志哉
- 「おおはら」仲居 - 浜田あゆみ

第6作「夫殺しの容疑者は新妻!? 政略結婚の果てには連続殺人の罠！美人社長の封印された衝撃の過去」（2012年）
- 北村真由子（北村の妻） - 安達祐実
- 野崎達夫（老舗かまぼこメーカー「籠清」経理部長） - 佐戸井けん太
- 中川喜美江（「籠清」店員） - 左時枝
- 北村耕次（「籠清」専務） - 斉藤陽一郎
- 柳沢幸彦（柳沢ホールディング） - 藤堂新二
- 松尾（小田原西警察署 刑事） - 丹波義隆
- 寺田雅彦（アパレル「シュラーク」社長） - 伊東達広
- 加藤玲子（「籠清」事務） - 吉井有子
- マンションの住人 - 斎藤清六
- 三浦雅子（元ホステス） - 栗田よう子
- 由佳 - 元井須美子
- 安藤博志 - 江良潤
- 荒木（刑事） - 稲葉大助
- 三宅咲子（「籠清」店員） - 谷口幸穂
- 山下奈緒（「籠清」店員） - 酒井治美
- 北村綾子（「籠清」社長・真由子の義姉） - 中田喜子
- 旅館の女中 - 宴堂裕子
- 刑事 - 小林三十朗

第7作「信州の老舗蕎麦屋に潜入捜査！シングルマザーに警官殺し疑惑!! 美女の涙に秘められた驚愕の真実」（2013年）
- 森山鈴子（老舗のそば屋「桑田庵」従業員・前科者） - 小沢真珠
- 田中由香（「桑田庵」従業員） - 遠藤久美子
- 堂本直彦（堂本オフィス 社長） - 大浦龍宇一
- 桑田謙一（景子の弟・松本南警察署 交番警官） - 田中隆三
- 北沢八重（「桑田庵」従業員） - 西尾まり
- 西村正（「桑田庵」蕎麦職人） - 久保酎吉
- 平井翔（加奈子の甥・無職） - 佐野泰臣
- 平井加奈子（ウェストウッド 社長） - 増子倭文江
- 瀧川映太郎（ウェストウッド 社員） - 斎藤清六
- 安西保（鈴子の元不倫相手） - 森下能幸
- 北見 - 井上肇
- 吉本房江（ウェストウッド 副社長） - 三沢明美
- 権田克信（松本南警察署 警官） - 竹本純平
- 日下部俊介（松本南警察署 警官） - 高草量平
- 田中栞（由香の妹） - 朝倉えりか
- 玲子（堂本オフィス 社員） - 沢井美優
- 森山優奈（鈴子と安西の娘） - 伊藤栞穂
- リポーター - 町理恵
- 刑事 - 山口研志、宇賀友洋
- 桑田景子（「桑田庵」女将） - 大島さと子

第8作「小江戸・川越の老舗レストランに潜入捜査！名店の裏に隠された親族の崩壊と復讐!! 小さな命を奪った連続殺人事件の真相とは？」（2014年）
- 迫田加奈子（イタリアンレストラン「SAKOTA」現オーナー・俊一の後妻） - 手塚理美
- 迫田真美（道彦の妻） - 国生さゆり
- 香川賢一（川越北警察署 刑事） - 小沢和義
- 斎藤守（「SAKOTA」シェフ） - 浜田学
- 大牟田祐樹（「SAKOTA」シェフ） - 森岡豊
- 飯島直彦（桜咲幼稚園 園長） - 篠塚勝
- 宮島妙子（「SAKOTA」従業員） - 寺田千穂
- 中村（スナックのマスター） - 斉藤清六
- 内田幸次（川越北警察署 刑事） - 田島俊弥
- 迫田英介（加奈子と真美の義父・元新聞記者） - 小野寺昭
- 迫田道彦（英介の次男・1年前刺殺） - 中田春介
- 迫田俊一（英介の長男・「SAKOTA」創業者・3ヶ月前死亡） - 佐藤旭
- 迫田星羅（俊一と前妻の娘・桜咲幼稚園 元児童・1年前死亡） - 栗本有規
- 刑事 - 友寄、及川晴喜
- ギター演奏 - 久保守
- 歌 - 柏山美穂

第9作「会津若松・老舗漆器店へ潜入捜査！美女の囁きに嵌められた蒔絵職人!! 結婚詐欺と御家騒動に秘められた驚愕の真実！」（2015年）
- 藤原奈緒子（老舗漆器店「ふじわら屋」を奈緒子、良夫、雅子で家族経営） - 雛形あきこ
- 市田英恵（イベント会社「市田企画」社長） - 川上麻衣子
- 藤原雅子（良夫と奈緒子の母・幸平の妻） - 松本留美
- 藤原良夫（奈緒子の兄・蒔絵師） - 東根作寿英
- 板垣夏樹 - 蟹江一平
- 日比野修（福島県警会津東警察署 刑事） - 國本鍾建
- 野本波留（奈緒子の高校の後輩・英恵の秘書） - 菜葉菜
- 殿山優子（コンパニオン・元キャバ嬢） - 川村ゆきえ
- 七日町東交番 巡査 - 掛田誠
- 茜（キャバ嬢） - 太田彩乃
- 中島大悟（福島県警会津東警察署 刑事） - 大森輝順
- 安藤晴子（市田企画 派遣社員） - 茂川みちる
- グッズショップ店長 - 友寄
- グッズショップ店員 - 川崎侑芽子
- ヘルパー - 丸岡真由子
- 藤原幸平（良夫と奈緒子の父・15年前 海釣りで転落溺死） - 太田行雄

第10作「店長から板前まで全員が女性の居酒屋チェーンで連続殺人事件!! 嫉妬か？いじめか？復讐か？その裏にある驚愕の実態を暴け！」（2015年）
- 田中成実（居酒屋チェーン「蔵富久 目黒店」調理場板長） - 中山忍
- 浅岡邦彦（「蔵富久」社長） - 升毅
- 刈谷裕介（「蔵富久」城東地区エリア長） - 金山一彦
- 小島怜子（「蔵富久 渋谷店」副店長 → 3ヶ月後「蔵富久 目黒店」店長） - 中島ひろ子
- 尾崎圭一（「蔵富久」城西地区エリア長 → 3ヶ月後死亡） - 中上雅巳
- 近藤康雄（目黒北警察署 刑事） - 大河内浩
- 小林和樹（目黒北警察署 刑事） - 佐野圭亮
- 若月留美（代官山のブティック「オリーヴァ」店長） - 黒坂真美
- 橋本真由美（「蔵富久 渋谷店」従業員 → 3ヶ月後「蔵富久 目黒店」従業員） - 吉井怜
- 斎藤雅代（「蔵富久 目黒店」従業員） - 山下裕子
- 三宅典子（「蔵富久 目黒店」従業員） - 伊勢佳世
- 神谷宣子（麻里の母） - 久保田民絵
- 不動産屋「シティホーム」社長 - 斉藤清六
- アパート管理人 - 松井紀美江
- 萩文子（「蔵富久 亀戸店」従業員） - 小柳友貴美
- 緒方（亀戸警察署 刑事） - 矢崎文也
- 神谷麻里（「蔵富久 渋谷店」店長 → 転落死） - 万善香織
- 田中千鶴（「蔵富久 亀戸店」元店長・4ヶ月前交通事故死） - 渡辺樹里
- 水野由紀（千鶴の隣人） - 大勝かおり
- リポーター - 岩田翼
- 明日香（ホステス・浅岡の愛人） - 南伊
- 客 - 石原由宇
- 上野里佳（「蔵富久」事務員） - 石井陽菜
- 小島翔太（怜子の息子・泉英会総合病院 入院患者） - 朝日出響也

第11作「小山田刑事刺される!! 三浦半島三崎のマグロ割烹へ潜入捜査！仕組まれた痴漢、振込詐欺…美人女将に寡黙な板長、訳あり仲居の裏側に隠された真実とは!?」（2016年）
- 鈴木弘美（割烹料理屋「磯のや」仲居） - 藤田朋子
- 吾妻可南子（「磯のや」女将・シングルマザー・川端の亡母の幼馴染） - 藤吉久美子
- 吾妻了祐（可南子の息子・「磯のや」支配人） - 石田卓也
- 笹岡安江（「磯のや」仲居） - 河合美智子
- 笹岡耕一（「磯のや」板長・安江の夫） - 中西良太
- 辻村里奈（「磯のや」経理担当） - ちすん
- 山口緑（「磯のや」仲居頭） - 駒塚由衣
- 川端允則（元テニスサークル「Rainbow Break」メンバー・振り込め詐欺犯） - 吉川純広
- 古沢信夫（三崎南警察署 刑事） - 永江智明
- 鈴木正人（弘美の息子・2年前事故死） - 神永圭佑
- 定食屋の店員 - 斉藤清六
- 永嶋貴典（神奈川県警察 警部） - 尾美としのり
- 三浦市立病院 看護師（小山田雄策の担当） - 伊藤麻実子
- 北原（轢き逃げ犯・アロハシャツのコレクター） - 中山雄介
- 霊安室の警官 - 平林弘太朗
- 可南子の父（「磯のや」先代・故人） - 坂口進也
- 「Rainbow Break」元メンバー - 大森大樹、久留飛雄己
- ネットカフェ店員 - 米田敬
- 高木雅治（轢き逃げ被害者・アロハシャツのコレクター） - 村上かず
- 三崎南警察署 婦警 - 増田眞澄

第12作「狙われたアイドル！未解決、夢と絶望のストーカー殺人の闇!! 沖縄の高級リゾートホテルで因縁の再会 母の無念と涙の復讐劇!!」（2017年）
- 新里梓（香奈の母・リゾートホテル「ルネッサンス リゾート オキナワ」コンシェルジュ） - 床嶋佳子
- 望月克哉（イベント会社「フォースマイル企画」社長） - 羽場裕一
- 中村優希（フラワーデザイナー） - 黒川芽以
- 小柳遼子（「ルネッサンス リゾート オキナワ」宿泊客・フリールポライター） - 菊池麻衣子
- 上原吾郎（「ルネッサンス リゾート オキナワ」支配人・梓の上司） - 市川勇
- 比嘉泰治（沖縄県警うるま西警察署 刑事） - 藤木勇人
- 江藤隆史（江藤探偵事務所の探偵） - 中村靖日
- 早瀬静香（「ルネッサンス リゾート オキナワ」宿泊客・翌日に結婚式を控えてる） - 瀬戸早妃
- 検定委員長 - 斉藤清六
- 松田麻里（「ルネッサンス リゾート オキナワ」コンシェルジュ） - 小出奈央
- 吉岡雅也（静香のストーカー） - 西川俊介
- 新里香奈（沖縄出身アイドル・3年前の「アイドル刺殺事件」被害者） - 大平夏実
- 知念（沖縄県警うるま西警察署 刑事） - 大森輝順
- 菅野（静香の新郎・レストランチェーン店社長・「ルネッサンス リゾート オキナワ」宿泊客） - 清田智彦
- 和倉（イントロのストーカー） - 丸川敬之
- 富樫（香奈のマネージャー） - 大迫茂生
- 沖縄料理「がんじゅー酒場」女将 - きゃんひとみ
- 「琉球織物工房」従業員 - 崎浜秀彌、西平寿久
- 牧師 - 村山靖
- 高木啓輔（香奈を殺害したストーカー → その後自殺） - 花戸祐介

## 美千花のもつ資格一覧
※五十音順
(あ)
- 会津ものしり検定（第9作）
- 明石・タコ検定（第12作の履歴書より）
- アロマ香水マイスター（第4作）
- 生きがい情報士（第12作の履歴書より）
- 医事コンピューター技能検定（第11作の履歴書より）
- イタリア語検定 3級（第8作）
- イタリア料理研究家 1級（第8作）
- 移動式クレーン運転実技教習修了証（第1作）
- 医療秘書技能検定（第11作の履歴書より）
- インターネット検定（第11作の履歴書より）
- インテリアコーディネーター 一級（第1作中に合格）
- Webクリエイター能力認定試験（第12作の履歴書より）
- ウォーキング指導員2級（第7作）
- 映画検定（第11作の履歴書より）
- 管理栄養士（第11作の履歴書より）
- オイスターマイスター（第9作）
- 沖縄食材スペシャリスト検定（第12作）
- 沖縄歴史検定　親方級（1級）（第12作）
- お好み焼き検定（第12作の履歴書より）
- オタク検定（第12作の履歴書より）
- オリーブオイルソムリエ（第8作）
- 折紙講師（第10作）
- 音楽検定 2級（第1作）
- 温泉ソムリエ（第6作）
- 温泉旅行検定（第12作の履歴書より）

(か)
- 介護検定 1級「認定書 No.101304-00001」（第9作）
- 介護報酬請求事務技能検定試験（第1作）
- 肩もみニスト（第9作）
- 家庭料理技能検定 1級（第7作）
- 唐揚検定（第12作の履歴書より）
- 環境社会検定（第12作の履歴書より）
- 漢字検定１級（第11作の履歴書より）
- 唎き酒師（利き酒師。第10作）
- 気象予報士（第3作）
- きものコンサルタント（第5作）
- キャンプインストラクター（第4作）
- 行政書士（第11作の履歴書より）
- 銀行業務検定（第11作の履歴書より）
- 金融窓口サービス技能検定（第11作の履歴書より）
- 暮らしのセキュリティ検定（第12作の履歴書より）
- グリーンアドバイザー（第5作）
- グリーンセイバー・アドバンス（第5作）
- 建築士２級（第11作の履歴書より）
- 鉱物鑑定士 3級（第5作）
- コーヒーコーディネーター（バリスタ）（第1作）
- 国際秘書検定（第11作の履歴書より）
- 国内旅行業務取扱主任者（第11作の履歴書より）
- 国内旅行地理検定２級（第11作）
- 個人情報保護認定試験（第12作の履歴書より）

(さ)
- サービス接遇実務検定（第11作の履歴書より）
- サービス・ケア・アテンダント検定（第12作の履歴書より）
- JNAネイリスト技能検定（第11作の履歴書より）
- 色彩検定 1級（第1作）
- 色彩技能パーソナルカラー検定（第10作）
- 時刻表検定試験 一級認定証（第1作）
- 実用英語能力検定 1級（第1作の履歴書より）
- シニアワインエキスパート 「認定書 No.1073」（第2作）
- 社会常識能力検定（第11作の履歴書より）
- 住宅ローンアドバイザー（第1作）
- シューフィッター（第12作の履歴書より）
- 珠算検定三段（第3作）
- ジュニア洗濯ソムリエ認定書（第2作）
- 松竹歌舞伎検定（第12作の履歴書より）
- 商品装飾展示技能士2級（第2作）
- 情報処理技術者試験合格証（システムアドミニストレータ試験）（第1作）
- 食育アドバイザー（第12作の履歴書より）
- 食生活アドバイザー（第9作）
- 素人そば打ち三段（第7作）
- 森林インストラクター（第12作の履歴書より）
- ストレッチングトレーナー　パートナー（第12作）
- 整理収納アドバイザー１級（第4作）
- 葬祭ディレクター技能審査（第12作の履歴書より）
- 掃除能力検定士４級（第11作）
- そろばん検定１級（第11作の履歴書より）

(た)
- 大気関係第一種　公害防止管理者試験（第1作）
- 宅地建物取引士資格試験（第1作）
- 調味料マイスター（第11作）
- チョコレート検定（第12作の履歴書より）
- 定年力検定（第12作の履歴書より）
- デザートクリエイター２級（第7作）
- 鉄道テーマ検定1級（第7作）
- 電気工事士（第11作の履歴書より）
- 電卓技能検定初段（第3作）
- 東京シティガイド検定（第1作）
- ドッグトレーナー A級（第1作）

(な)
- 似顔絵検定（第12作の履歴書より）
- 日商簿記検定 1級（第1作の履歴書より）
- ワープロ技能検定 1級（第1作）
- 日本さかな検定 1級（第8作）
- 書道五段（第1作）
- 日本茶インストラクター（第3作では4期生、第5作では9期生）
- 日本ティーインストラクター(第7作)
- 日本ハーブ検定（第12作の履歴書より）

(は)
- パーソナルカラー検定（第11作の履歴書より）
- バーベキュー検定（第12作の履歴書より）
- ハイヒール検定１級（第11作）
- パソコン検定 1級（第1作の履歴書より）
- パターンメーキング技術検定（第11作の履歴書より）
- 刃物検定（第11作）
- バルーンプロ検定（第12作の履歴書より）
- パンシェルジュ検定（第12作の履歴書より）
- 販売士検定合格証書 1級販売士（第1作）
- ビーズアクセサリー講師（第4作）
- ビジネス会計検定１級（第11作）
- ビジネス実務法務検定（第11作の履歴書より）
- ビジネス実務マナー技能検定（第11作）
- ビジネス文書技能検定（第11作の履歴書より）
- ビジネス電話実務検定（第11作の履歴書より）
- 美術検定 1級「認定書 No.263881　交付:2010年11月20日」（第8作、第10作）
- 秘書能力検定 1級（第1作の履歴書より）
- ファッション色彩能力検定（第11作の履歴書より）
- フードアナリスト検定2級（第10作）
- フードコーディネーター 3級（第5作、第6作では3級、第9作では1級レストランプロデュース No.30015）
- フォークリフト運転技能者（フォークリフト運転技能講習修了）（第10作の作中で取得）
- フォトマスター検定（第11作の履歴書より）
- 不動産鑑定士 第四三七五号　合格証書（第1作）
- フラメンコ舞踊技能 1級（第8作）
- フラワーカラー検定（第11作の履歴書より）
- 文書処理能力検定（第11作の履歴書より）
- 文書デザイン検定 1級（第1作の履歴書より）
- ボイラー技士（第11作の履歴書より）
- ホテル実務技能認定試験（第11作の履歴書より）

(ま)
- まぐろマイスター（第11作）
- マナー検定上級（第5作）
- マンション管理士（第1作中に合格）
- 木材検定（第10作）

(や)
- 薬学検定（第12作の履歴書より）
- 夜景鑑賞士検定（第12作の履歴書より）
- 野菜ソムリエ（第5作）
- 山の知識検定 ゴールドコース（第8作）
- 洋裁技術検定上級（第10作）

(ら)
- ラジオコントロール曲技検定競技会　ビギナーズ級（第5作）
- ラッピングディレクター１級（第2作）
- 理科検定2級（第7作）
- REFLEXOLOGY（リフレクソロジー）（第5作）
- 歴史能力検定　日本史1級「認定書 No.20131000111030K」（第9作）

(わ)
- 和菓子コーディネーター 2級（第9作）
- 和裁検定（第12作の履歴書より）

その他
※本編で紹介された資格（登場作品）のみを記載

## スタッフ
- 脚本 - 岡崎由紀子（第1作）、小木曽豊斗（第2作 - 第6作・第10作）、塩田千種（第7作 - 第9作）、松本美弥子（第11作 - ）
- 監督 - 吉川一義
- 撮影 - 上赤寿一
- 照明 - 椎原教貴（第1作）、本田純一（第2作）、木川豊（第3作）
- 美術 - 安藤篤（第2作）、松岡秀共（第3作）
- VE - 平田壮之介（第1作）、瀬尾幸夫（第2作・第3作）
- 音声 - 根本敬介（第1作）、今井善孝（第2作）、林昭一（第3作）
- 編集 - 北澤良雄
- ライン編集 - 河野文香
- 技斗 - 深作覚
- 車輌 - カースタントTAKA
- 技術協力 - オーエイギャザリング（第2作）
- 美術協力 - KHKアート
- 音響効果・MA - 映広
- 小道具協力 - TOSHIBA、NTTドコモ
- 撮影協力 - 三菱樹脂、湘南藤沢フイルム・コミッション
- 現プロデューサー - 深沢義啓（ABC）、志村彰（The icon）、畑有紗（The icon / 第7作 - ）
- 旧プロデューサー - 奈良井正巳（ABC / 第1作 - 第5作）、佐藤愛（第1作）、高橋史典（The icon / 第2作・第3作）
- 制作 - ABC、The icon

## 放送日程
| 話数 | 放送日         | サブタイトル | 脚本       | 監督     | 視聴率 |
| ---- | -------------- | --- | ---------- | -------- | ------ |
| 1    | 2008年03月29日 | 特命潜入！美人シングルマザーの転落死の謎を暴け！残された娘への鎮魂歌！                                                                         | 岡崎由紀子 | 吉川一義 | 12.3%  |
| 2    | 2009年06月27日 | ワインの里に蘇る悲劇のヒロイン！不倫妻に潜む完全犯罪の謎を暴け!!                                                                               | 小木曽豊斗 | 吉川一義 | 15.8%  |
| 3    | 2010年03月20日 | 風薫る水郷・老舗の醤油蔵に呪いの連続殺人!! 美人妻を追い詰める不倫夫と鬼姑の愛憎…完全すぎるアリバイの謎！                                       | 小木曽豊斗 | 吉川一義 | 15.9%  |
| 4    | 8月28日        | 特命潜入！ウエディングプランナー連続殺人事件!! 情念の花嫁衣裳と偽装殺人の謎…容疑者はバツイチ刑事の妻と娘!?                                     | 小木曽豊斗 | 吉川一義 | 09.7%  |
| 5    | 2011年10月15日 | 江の島・老舗旅館の壮絶家督争い！ 美人仲居の悲しき過去と連続殺人に秘められた驚愕の真実とは？                                                    | 小木曽豊斗 | 吉川一義 | 14.4%  |
| 6    | 2012年06月16日 | 夫殺しの容疑者は新妻!? 政略結婚の果てには連続殺人の罠！ 美人社長の封印された衝撃の過去                                                         | 小木曽豊斗 | 吉川一義 | 12.8%  |
| 7    | 2013年06月15日 | 信州の老舗蕎麦屋に潜入捜査！ シングルマザーに警官殺し疑惑!! 美女の涙に秘められた驚愕の真実                                                     | 塩田千種   | 吉川一義 | 16.1%  |
| 8    | 2014年01月11日 | 小江戸・川越の老舗レストランに潜入捜査！ 名店の裏に隠された親族の崩壊と復讐!! 小さな命を奪った連続殺人事件の真相とは？                         | 塩田千種   | 吉川一義 | 12.3%  |
| 9    | 2015年01月17日 | 会津若松・老舗漆器店へ潜入捜査！ 美女の囁きに嵌められた蒔絵職人!! 結婚詐欺と御家騒動に秘められた驚愕の真実！                                   | 塩田千種   | 吉川一義 | 12.5%  |
| 10   | 10月10日       | 店長から板前まで全員が女性の居酒屋チェーンで連続殺人事件!! 嫉妬か？いじめか？復讐か？その裏にある驚愕の実態を暴け！                            | 小木曽豊斗 | 吉川一義 | 10.9%  |
| 11   | 2016年06月18日 | 小山田刑事刺される!! 三浦半島三崎のマグロ割烹へ潜入捜査！ 仕組まれた痴漢、振込詐欺… 美人女将に寡黙な板長、訳あり仲居の裏側に隠された真実とは!? | 松本美弥子 | 吉川一義 | 11.3%  |
| 12   | 2017年03月04日 | 狙われたアイドル！未解決、夢と絶望のストーカー殺人の闇!! 沖縄の高級リゾートホテルで因縁の再会 母の無念と涙の復讐劇!!                           | 松本美弥子 | 吉川一義 | 09.9%  |

- 視聴率はビデオリサーチ調べ、関東地区・世帯・リアルタイム。